# Beautiful Song
Beautiful Song és una cançó en llengua anglesa escrita per Rolans Ūdris i composta per Ivars Makstnieks i interpretada per Anmary, qui va representar Letònia al Festival de la Cançó d'Eurovisió 2012 a Baku.
La lletra parla sobre les esperances i somnis d'un jove artista aspirant que es vol fer gran animat per la seva mare qui li va dir "per créixer i ser un cantant" i el seu pare que "només va somriure i em va donar la meva guitarra..." La cançó fa servir molts clichés d'Eurovisió i fa referències a la cançó de Johnny Logan que va guanyar Eurovisió 1980. També fa referències a Mick Jagger i a Paul McCartney.
La cançó no va arribar a assolir a la final d'Eurovisió, acabant en 16a posició de les 18 aspirants.